# Lygistorrhina urichi
Lygistorrhina urichi är en tvåvingeart som beskrevs av Edwards 1912. Lygistorrhina urichi ingår i släktet Lygistorrhina och familjen Lygistorrhinidae. Inga underarter finns listade i Catalogue of Life.